# August Forchhammer
August Friedrich Wilhelm Forchhammer (18. december 1797 i Husum – 16. februar 1870 i Kiel) var en tysk jurist og historisk forfatter, bror til Johan Georg og Peter Wilhelm Forchhammer.
Han studerede lovkyndighed i Kiel, hvor han 1823 nedsatte sig som sagfører, fra 1838 over- og landretsadvokat, 1848-62 Obersachwalter. Foruden et par juridiske småskrifter skrev han en afhandling om Slesvigs stadsret (1823) og en Hertugdømmernes historie efter reformationen i to bind, til 1712 (1834). Han fremdrog heri stærkt den indre udvikling, især stændernes historie, men viste i øvrigt de danske konger og deres politik fuld retfærdighed. Forchhammer fik 1854 titel af justitsråd og blev 1869 æresdoktor i retsvidenskab ved Kiels Universitet.